# Sapois (Vosges)
Sapois és un municipi francès, situat al departament dels Vosges i a la regió del Gran Est. L'any 2007 tenia 654 habitants.

## Demografia

### Població
El 2007 la població de fet de Sapois era de 654 persones. Hi havia 254 famílies, de les quals 52 eren unipersonals (28 homes vivint sols i 24 dones vivint soles), 87 parelles sense fills, 87 parelles amb fills i 28 famílies monoparentals amb fills.
La població ha evolucionat segons el següent gràfic:
Habitants censats

### Habitatges
El 2007 hi havia 346 habitatges, 256 eren l'habitatge principal de la família, 81 eren segones residències i 9 estaven desocupats. 264 eren cases i 78 eren apartaments. Dels 256 habitatges principals, 185 estaven ocupats pels seus propietaris, 64 estaven llogats i ocupats pels llogaters i 8 estaven cedits a títol gratuït; 4 tenien una cambra, 5 en tenien dues, 20 en tenien tres, 70 en tenien quatre i 157 en tenien cinc o més. 218 habitatges disposaven pel capbaix d'una plaça de pàrquing. A 104 habitatges hi havia un automòbil i a 126 n'hi havia dos o més.

### Piràmide de població
La piràmide de població per edats i sexe el 2009 era:
| Homes | Edats   | Dones |
| ----- | ------- | ----- |
| 0     | 95 o +  | 0     |
| 0     | 90 a 94 | 0     |
| 0     | 85 a 89 | 4     |
| 0     | 80 a 84 | 8     |
| 16    | 75 a 79 | 8     |
| 16    | 70 a 74 | 12    |
| 8     | 65 a 69 | 16    |
| 8     | 60 a 64 | 12    |
| 8     | 55 a 59 | 8     |
| 28    | 50 a 54 | 28    |
| 24    | 45 a 49 | 32    |
| 20    | 40 a 44 | 16    |
| 36    | 35 a 39 | 16    |
| 12    | 30 a 34 | 16    |
| 24    | 25 a 29 | 20    |
| 24    | 20 a 24 | 12    |
| 44    | 15 a 19 | 36    |
| 28    | 10 a 14 | 8     |
| 12    | 5 a 9   | 24    |
| 20    | 0 a 4   | 12    |

## Economia
El 2007 la població en edat de treballar era de 439 persones, 329 eren actives i 110 eren inactives. De les 329 persones actives 292 estaven ocupades (173 homes i 119 dones) i 37 estaven aturades (21 homes i 16 dones). De les 110 persones inactives 35 estaven jubilades, 32 estaven estudiant i 43 estaven classificades com a «altres inactius».

### Ingressos
El 2009 a Sapois hi havia 260 unitats fiscals que integraven 667,5 persones, la mediana anual d'ingressos fiscals per persona era de 16.653 €.

### Activitats econòmiques
Dels 38 establiments que hi havia el 2007, 1 era d'una empresa extractiva, 2 d'empreses de fabricació de material elèctric, 2 d'empreses de fabricació d'altres productes industrials, 9 d'empreses de construcció, 4 d'empreses de comerç i reparació d'automòbils, 2 d'empreses de transport, 7 d'empreses d'hostatgeria i restauració, 2 d'empreses d'informació i comunicació, 2 d'empreses immobiliàries, 4 d'empreses de serveis i 3 d'empreses classificades com a «altres activitats de serveis».
Dels 10 establiments de servei als particulars que hi havia el 2009, 1 era un taller de reparació d'automòbils i de material agrícola, 5 fusteries, 1 empresa de construcció, 2 restaurants i 1 agència immobiliària.
L'únic establiment comercial que hi havia el 2009 era una botiga d'equipament de la llar.
L'any 2000 a Sapois hi havia 12 explotacions agrícoles que ocupaven un total de 285 hectàrees.

## Equipaments sanitaris i escolars
El 2009 hi havia una escola elemental.

## Poblacions més properes
El següent diagrama mostra les poblacions més properes.